# Panque
Panque is een plaats (freguesia) in de Portugese gemeente Barcelos en telt 750 inwoners (2001).